# Kanonische Gleichungen
Die kanonischen Gleichungen sind in der klassischen Mechanik die Bewegungsgleichungen eines Systems, das durch eine Hamiltonfunktion {\displaystyle H=H(\mathbf {q} ,\mathbf {p} ,t)} beschrieben wird, und werden deshalb auch Hamiltonsche Bewegungsgleichungen genannt. 

## Fundamentale Bewegungsgleichungen
Die fundamentalen Bewegungsgleichungen für die Koordinaten und Impulse lauten:
{\displaystyle {\begin{aligned}{\dot {q}}_{i}={\frac {\mathrm {d} q_{i}}{\mathrm {d} t}}&=+{\frac {\partial H}{\partial p_{i}}}\\{\dot {p}}_{i}={\frac {\mathrm {d} p_{i}}{\mathrm {d} t}}&=-{\frac {\partial H}{\partial q_{i}}}\end{aligned}}}.
dabei für {\displaystyle i=1,\dots ,n}. Dabei sind
- {\displaystyle q_{i}} die generalisierten Koordinaten,
- {\displaystyle p_{i}}die generalisierten Impulse des Systems.

Diese fasst man in der Regel zu Vektoren {\displaystyle \mathbf {q} =(q_{1},\dots ,q_{n})} und {\displaystyle \mathbf {p} =(p_{1},\dots p_{n})} zusammen. {\displaystyle n} ist entsprechend die Anzahl an generalisierten Koordinaten und Impulsen. In der Literatur wird {\displaystyle n} bzw. {\displaystyle 2n} auch als Anzahl an Freiheitsgraden des Systems bezeichnet.
Die kanonischen Gleichungen folgen direkt aus dem Hamiltonschen Prinzip durch ein erweitertes Variationsprinzip, bei dem Koordinaten und Impulse gleichberechtigt behandelt werden. 
Die kanonischen Gleichungen sind eng mit den kanonischen Transformationen verknüpft, die über die Hamilton-Jacobi-Gleichung die Brücke zur Quantenmechanik schlagen. Einen ersten Hinweis darauf bietet die elegante Formulierung der kanonischen Gleichungen mit Poissonklammern:
{\displaystyle {\begin{aligned}{\dot {q}}_{i}&=\left\{q_{i},H\right\}={\frac {\partial q_{i}}{\partial q_{j}}}{\frac {\partial H}{\partial p_{j}}}-{\frac {\partial q_{i}}{\partial p_{j}}}{\frac {\partial H}{\partial q_{j}}}={\frac {\partial H}{\partial p_{i}}}\\{\dot {p}}_{i}&=\left\{p_{i},H\right\}={\frac {\partial p_{i}}{\partial q_{j}}}{\frac {\partial H}{\partial p_{j}}}-{\frac {\partial p_{i}}{\partial p_{j}}}{\frac {\partial H}{\partial q_{j}}}=-{\frac {\partial H}{\partial q_{i}}}\end{aligned}}}

## Herleitung aus dem Lagrange-Formalismus
Sei die Lagrangefunktion {\displaystyle {\mathcal {L}}(\mathbf {q} ,{\dot {\mathbf {q} }},t)} eines Systems mit generalisierten Koordinaten {\displaystyle \mathbf {q} =(q_{1},\dots ,q_{n})} und deren Zeitableitungen {\displaystyle {\dot {\mathbf {q} }}=({\dot {q}}_{1},\dots ,{\dot {q}}_{n})} gegeben. Die Hamiltonfunktion {\displaystyle H=H(\mathbf {q} ,\mathbf {p} ,t)} erhält man aus der Lagrangefunktion {\displaystyle {\mathcal {L}}}  mittels Legendre-Transformation
{\displaystyle H(\mathbf {q} ,{\dot {\mathbf {q} }},t)=\sum _{j=1}^{n}p_{j}(\mathbf {q} ,{\dot {\mathbf {q} }},t){\dot {q}}_{j}-{\mathcal {L}}(\mathbf {q} ,{\dot {\mathbf {q} }},t),}
wobei 
{\displaystyle p_{i}(\mathbf {q} ,{\dot {\mathbf {q} }},t):={\frac {\partial {\mathcal {L}}}{\partial {\dot {q}}_{i}}}(\mathbf {q} ,{\dot {\mathbf {q} }},t),\quad i=1,\dots ,n}
die generalisierten Impulse sind. Löst man diese explizit nach {\displaystyle {\dot {\mathbf {q} }}(\mathbf {q} ,\mathbf {p} ,t)} auf und setzt dies ein erhält man die Hamiltonfunktion 
{\displaystyle H(\mathbf {q} ,\mathbf {p} ,t)=\sum _{j=1}^{n}p_{j}{\dot {q}}_{j}(\mathbf {q} ,\mathbf {p} ,t)-{\mathcal {L}}(\mathbf {q} ,{\dot {\mathbf {q} }}(\mathbf {q} ,\mathbf {p} ,t),t),}
in Abhängigkeit von {\displaystyle \mathbf {p} } statt von {\displaystyle {\dot {\mathbf {q} }}}. Die Hamiltonschen Bewegungsgleichungen erhält man durch Berechnung der Ableitungen unter Zuhilfenahme der Lagrange-Gleichungen
{\displaystyle {\dot {p}}_{i}(\mathbf {q} ,{\dot {\mathbf {q} }},t)={\frac {\mathrm {d} }{\mathrm {d} t}}{\frac {\partial {\mathcal {L}}}{\partial {\dot {q}}_{i}}}(\mathbf {q} ,{\dot {\mathbf {q} }},t)={\frac {\partial {\mathcal {L}}}{\partial q_{i}}}(\mathbf {q} ,{\dot {\mathbf {q} }},t)}
für {\displaystyle i=1,\dots ,n}. Anwenden der Kettenregel liefert:
{\displaystyle {\frac {\partial H}{\partial p_{i}}}(\mathbf {q} ,\mathbf {p} ,t)=\sum _{j=1}^{n}\left[{\frac {\partial p_{j}}{\partial p_{i}}}{\dot {q}}_{j}(\mathbf {q} ,\mathbf {p} ,t)+p_{j}{\frac {\partial {\dot {q}}_{j}}{\partial p_{i}}}(\mathbf {q} ,\mathbf {p} ,t)-{\frac {\partial {\mathcal {L}}}{\partial {\dot {q}}_{j}}}(\mathbf {q} ,{\dot {\mathbf {q} }}(\mathbf {q} ,\mathbf {p} ,t),t){\frac {\partial {\dot {q}}_{j}}{\partial p_{i}}}(\mathbf {q} ,\mathbf {p} ,t)\right]={\dot {q}}_{i}(\mathbf {q} ,\mathbf {p} ,t),}
{\displaystyle {\begin{aligned}{\frac {\partial H}{\partial q_{i}}}(\mathbf {q} ,\mathbf {p} ,t)=&\sum _{j=1}^{n}\left[{\frac {\partial p_{j}}{\partial q_{i}}}{\dot {q}}_{j}(\mathbf {q} ,\mathbf {p} ,t)+p_{j}{\frac {\partial {\dot {q}}_{j}}{\partial q_{i}}}(\mathbf {q} ,\mathbf {p} ,t)-{\frac {\partial {\mathcal {L}}}{\partial {\dot {q}}_{j}}}(\mathbf {q} ,{\dot {\mathbf {q} }}(\mathbf {q} ,\mathbf {p} ,t),t){\frac {\partial {\dot {q}}_{j}}{\partial q_{i}}}(\mathbf {q} ,\mathbf {p} ,t)\right]-{\frac {\partial {\mathcal {L}}}{\partial q_{i}}}(\mathbf {q} ,{\dot {\mathbf {q} }}(\mathbf {q} ,\mathbf {p} ,t),t)\\=&-{\dot {p}}_{i}(\mathbf {q} ,\mathbf {p} ,t)\end{aligned}}}
für {\displaystyle i=1,\dots ,n}, wobei sich der zweite und dritte Term in der Summe jeweils aufheben aufgrund der Definition der kanonischen Impulse {\displaystyle p_{j}}. In der ersten Gleichung bleibt nur der erste Term in der Summe für {\displaystyle i=j} stehen wegen {\displaystyle {\frac {\partial p_{i}}{\partial p_{j}}}=\delta _{ij}}, mit dem Kronecker-Delta {\displaystyle \delta _{ij}}. In der zweiten Gleichung verschwindet die Summe komplett wegen {\displaystyle {\frac {\partial p_{i}}{\partial q_{j}}}=0}. Nur der letzte Term außerhalb der Summe bleibt stehen. Dieser wurde anschließend durch die zugehörige Lagrange-Gleichung ersetzt.

## Verallgemeinerung
Für eine beliebige Phasenraumfunktion {\displaystyle A=A(q,p,t)} des Systems kann man die totale Ableitung nach der Zeit aufgrund der Kettenregel schreiben als:
{\displaystyle {\frac {\mathrm {d} A}{\mathrm {d} t}}={\frac {\partial A}{\partial q_{i}}}{\frac {\mathrm {d} q_{i}}{\mathrm {d} t}}+{\frac {\partial A}{\partial p_{i}}}{\frac {\mathrm {d} p_{i}}{\mathrm {d} t}}+{\frac {\partial A}{\partial t}}}.
Aufgrund der kanonischen Gleichungen für Koordinaten und Impulse und der Definition der Poisson-Klammer folgt daraus
{\displaystyle {\begin{aligned}{\frac {\mathrm {d} A}{\mathrm {d} t}}&={\frac {\partial A}{\partial q_{i}}}{\frac {\partial H}{\partial p_{i}}}-{\frac {\partial A}{\partial p_{i}}}{\frac {\partial H}{\partial q_{i}}}+{\frac {\partial A}{\partial t}}\\&=\{A,H\}+{\frac {\partial A}{\partial t}}\end{aligned}}}.
An dieser Form erkennt man die Korrespondenz der klassischen Bewegungsgleichung einer Phasenraumfunktion mit der Heisenbergschen Bewegungsgleichung für Observable in der Quantenmechanik, wenn die Poisson-Klammer durch den Kommutator und die Hamiltonfunktion durch den Hamiltonoperator ersetzt wird.
Die kanonischen Gleichungen für Koordinaten und Impulse in ihrer Schreibweise mithilfe der Poisson-Klammern gehen als Spezialfall aus der verallgemeinerten Form wieder hervor.
Eine Größe {\displaystyle A} ist erhalten, wenn sie der Gleichung
{\displaystyle \{A,H\}+{\frac {\partial A}{\partial t}}=0}
gehorcht. Wenn die betrachtete Größe nicht explizit zeitabhängig ist, vereinfacht sich dies weiter zu
{\displaystyle \{A,H\}=0}.